# 犀藤菜穂
犀藤 菜穂（さいとう なほ、1997年1月16日 - ）は、富山県出身のハンドボール選手。日本ハンドボールリーグの北國銀行所属。

## 経歴
大阪体育大学時代は2018年の西日本学生ハンドボール選手権大会・チャンピオンシップの部で優秀選手に選出。同年の全日本学生ハンドボール選手権大会（インカレ）では優秀選手賞を受賞した。7月には第10回世界学生選手権大会の日本代表U-24に選出された。
2019年に日本ハンドボールリーグの北國銀行へ加入。

## 詳細情報

### 背番号
- 22 (2019年 - )

## 代表歴

### 日本代表U-24
- 世界学生選手権 (2018年)